# 爱沙尼亚左翼党
爱沙尼亚左翼党（缩写为EVP）是爱沙尼亚历史上的一个左翼社会主义政党。
1990年，爱沙尼亚共产党分裂，多数派于12月19日注册成立独立的爱沙尼亚共产党，不受苏联共产党领导。1992年，爱沙尼亚共产党代表大会决定改名为爱沙尼亚民主劳动党。1995年7月，爱沙尼亚民主劳动党加入新欧洲左翼论坛。1997年，该党改名为爱沙尼亚社会民主劳动党。2004年，爱沙尼亚社会民主劳动党成为欧洲左翼党的创始成员之一。2004年12月：爱沙尼亚社会民主劳动党改名为爱沙尼亚左翼党。2008年6月28日，爱沙尼亚左翼党和宪法党合并为爱沙尼亚联合左翼党。
根据该党的章程，党代表大会选举党主席和执行委员会，并提名代表所有地方组织的咨询性质的中央委员会。地方政策由地方组织制定，国家政策由中央机构制定。

## 历任主席
- 瓦伊诺·韦利亚斯（1992年—1995年）
- 希拉尔·埃勒（英语：Hillar Eller）（1995年—1996年）
- 蒂特·图姆萨卢（英语：Tiit Toomsalu）（1996年—2004年）
- 西尔耶·金塞普（英语：Sirje Kingsepp）（2004年—2007年）